# Parerigone aurea
Parerigone aurea är en tvåvingeart som beskrevs av Brauer 1898. Parerigone aurea ingår i släktet Parerigone och familjen parasitflugor. Inga underarter finns listade i Catalogue of Life.